# 編集グループSURE
編集グループSURE（へんしゅうグループシュア）は、京都に小さな工房を持つ編集グループ。正格には「編集グループ<SURE>」。SUREはScanning Urban Rhyme Editorsの略。
メンバーは北沢街子（画家・作家）、瀧口夕美（編集者）など。

## 沿革
1995年、評論家の北沢恒彦が職場を定年退職した機会に、元・米屋である自宅の店先を改造し、「編集グループ<SURE>工房」と名づけた。だが、1999年に死去したため、娘の街子が工房を引き継いだ。
彼らの手がける本は鶴見俊輔を中心として、様々な分野へと広がりを持っている。セミナーシリーズ＜鶴見俊輔と囲んで＞は、中国文学者の井波律子、社会学者の作田啓一、法哲学者の那須耕介、作家の山田稔、そして文芸評論家の加藤典洋らを講師として招き、鶴見俊輔や専門家ではない生徒への講義と議論をまとめたもの。丸山眞男と鶴見俊輔、北沢恒彦、塩沢由典らによる7つの問答をまとめた『自由について--七つの問答』は、20年の歳月を経てまとめられた力作である。

## 出版
- 『もうろく帖』『もうろく帖　後篇』鶴見俊輔
- 『ちいさな理想』鶴見俊輔
- 『シリーズ《この人に会いたかった》』
  - 第1巻『人生に退屈しない知恵』ゲスト森毅・鶴見俊輔
  - 第2巻『「国」って何だろうか？──オバマのアメリカ合衆国、私が生まれた日本』ゲスト室謙二
  - 第3巻『ピアノは、ここにいらない──祖父と父とぼくの時代』ゲスト高橋悠治
- 『ダンテは世界をどう描いたか ──新訳「神曲地獄篇」と、その解説』山田慶児 訳・著
- 『ぼくは村の先生だった──村が徳山ダムに沈むまで』 大牧冨士夫著
- 『アジアが生みだす世界像──竹内好の残したもの』鶴見俊輔/中島岳志/大澤真幸/山田慶児/井波律子/山田稔/黒川創編
- 『悼詞』鶴見俊輔著
- 『あのころ、ぼくは革命を信じていた　――敗戦と高度成長のあいだ』　大牧冨士夫著
- 『ブックデザインの構想 -チェコのイラストレーションから、チラシ・描き文字まで』  平野甲賀・黒川創共著
- 『シリーズ《鶴見俊輔と考える》』全5巻　鶴見俊輔・山田慶児・柳瀬睦男・中村桂子・谷川道雄・海老坂武 著
  - 第1巻「中国の医術を通して見えてきたもの──天文学から『夜鳴く鳥』へ」ゲスト・山田慶児（科学史家）
  - 第2巻「科学と信仰のあいだで」ゲスト・柳瀬睦男（物理学者・カトリック司祭）
  - 第3巻「わたしの中の38億年──生命誌の視野から」ゲスト・中村桂子（JT生命誌研究館館長）
  - 第4巻「歴史の中を人間はどう生きてきたか──私たちの場所から中国中世を見る」ゲスト・谷川道雄（中国史家）
  - 第5巻「この時代のひとり歩き」ゲスト・海老坂武（フランス文学者）
- 『たまたま、この世界に生まれて--半世紀後の『アメリカ哲学』講義』  鶴見俊輔 著
- 『脱走の話--ベトナム戦争といま』　吉岡忍・鶴見俊輔 編著
- 『ぼくの家には、むささびが棲んでいた--徳山村の記録』　大牧冨士夫 著
- 『もじを描く』　平野甲賀 著
- 『セミナーシリーズ《鶴見俊輔と囲んで》』全5巻　鶴見俊輔・井波律子・作田啓一・那須耕介・山田稔・加藤典洋 著
  - 第1巻『「論語」を、いま読む』ゲスト・井波律子（中国文学者）
  - 第2巻『欲動を考える』ゲスト・作田啓一（社会学者）
  - 第3巻『ある女性の生き方～茅辺かのうをめぐって』ゲスト・那須耕介（法哲学者）
  - 第4巻『何も起らない小説』ゲスト・山田稔（作家）
  - 第5巻『創作は進歩するのか』ゲスト・加藤典洋（文芸評論家）
- 『あたらしい人生--わるい子の絵本1』　北沢街子（絵・文）
- 『おばけ灯台--わるい子の絵本2』　文・奈浦なほ／絵・きむらみほ
- 『自由について--七つの問答』　丸山眞男（聞き手・鶴見俊輔・北沢恒彦・塩沢由典）
- 『京都学ことはじめ--森浩一12のお勉強』　森浩一 編著
- 『酒はなめるように飲め／酒はいかに飲まれたか』　北沢恒彦・山田稔 著
- 『手放せない記憶--私が考える場所　（鶴見俊輔・小田実対論）』　鶴見俊輔・小田実 編著
- 『もうろくの春 鶴見俊輔詩集』　鶴見俊輔 著
- 『隠された地図』　北沢恒彦 著
- 『森浩一、食った記録』　森浩一　著
- 『今よりマシな日本社会をどう作れるか』塩沢由典 著
- 『「思想の科学」私史』鶴見俊輔著
- 『鶴見俊輔 全詩集』鶴見俊輔著
- 『敗北力　Later Works　増補版』鶴見俊輔著
- 『お産の話──上野博正と新宿「めだか診療所」』余川典子 著
- 『本はどのように変わっていくのか』津野海太郎 著
- 『お産の話──上野博正と新宿「めだか診療所」』余川典子 著
- 『こんな本をつくってきた──図書出版クレインと私』文弘樹 著
- 『社会と自分のあいだの難関』那須耕介著

## 協力
- 『The Life of Seinosuke：Dr. Oishi and The High Treason Incident―誠之助の生涯：ドクトル大石と大逆事件』Joseph Cronin (ジョセフ・クローニン) 著  White Tiger Press 2007年、入手：編集グループSUREより可能　（大石誠之助の研究）